# 문법상
문법에서 문법상(文法相, grammatical aspect)은 상(相, aspect)의 하나로, 사건이나 상태 내부의 시간적인 구성을 바라보는 관점을 나타내는 문법 범주이다. 관점상(觀點相, viewpoint aspect)이나 동작상(動作相)이라고도 한다. 크게 완망상(完望相, perfective)과 비완망상(非完望相, imperfective)으로 나뉜다. 문법상은 어휘상과 함께 상을 이룬다.

## 분류
일반적으로 문법상은 완망상과 비완망상의 대립이 있다. 완망상은 사태를 구성하는 부분들이 구별되지 않는 사태, 완결된 결과가 있는 사태, 과거의 사태, 순간적인 사태 등을 나타내고, 비완망상은 지속적인 사태, 진행되는 사태, 습관적인 사태, 반복적인 사태 등을 나타낸다.

### 완망상
완망상(完望相, perfective)은 사태를 분석할 수 없는 단일한 전체로 파악하는 상 범주이다. 달리 말해 완망상은 사태를 외부에서 바라보는 관점으로, 이때 사태의 내적인 구조는 고려되지 않는다. 따라서 사태를 구성하는 세부적인 국면은 모두 무시된다.
결과론적으로 볼 때, 완망상은 시작부터 끝까지 완결된 사태를 기술하지만, 여기서 사태가 완결되었다는 사실을 강조해서는 안 된다. 완망상의 본질은 사태가 완결된 이후를 강조하는 것이 아니라, 앞서 살폈듯 사태의 모든 부분을 한 덩어리로 바라보는 것이기 때문이다. 그러나 사태의 완결에 중점을 둔 용어 체계에서는 완망상을 ‘완료상’이나 ‘완결상(完結相)’이라고 부르기도 한다.
완망상은 간단하게 완성상, 결과상, 완료상으로 나뉜다. 완망상을 간단하게 분류하면 아래 그림과 같다.

| 비완망상 | 습관상                                                              |
|          | 습관상                                                              |
|          | \| 연속상 \| 비진행상 \| \| \| 비진행상 \| \| \| 진행상 \| \| \| \| |
|          |                                                                     |
| 연속상   | 비진행상                                                            |
|          | 비진행상                                                            |
|          | 진행상                                                              |
|          |                                                                     |

| 연속상 | 비진행상 |
|        | 비진행상 |
|        | 진행상   |
|        |          |

| 비완망상 | 습관상                                                              |
|          | 습관상                                                              |
|          | \| 연속상 \| 비진행상 \| \| \| 비진행상 \| \| \| 진행상 \| \| \| \| |
|          |                                                                     |
| 연속상   | 비진행상                                                            |
|          | 비진행상                                                            |
|          | 진행상                                                              |
|          |                                                                     |

| 연속상 | 비진행상 |
|        | 비진행상 |
|        | 진행상   |
|        |          |

완성상(完成相, completive)은 완전하고 완성된 사태를 나타내는 상 범주이다. 어떤 사태가 ‘완전히, 완벽히’와 같은 의미의 부사의 수식을 받는 경우 완망상 중에서도 완성상에 해당할 가능성이 크다. 가령 ‘철수는 밥 한 그릇을 다 먹어 버렸다.’는 완성상의 의미이다.
결과상(結果相, resultative)은 사태가 완료된 이후의 결과 상태가 지속되는 것을 기술하는 상 범주이다. ‘결과지속상(結果持續相)’이나 ‘지속상(持續相)’이라고도 한다. 결과상이 특히 결과 지속의 의미를 강조한다는 점에서 결과상을 완료상의 하위 범주로 넣기도 하고, 그와 별개의 상 범주로 보기도 한다. 가령 ‘어느 남자가 죽어 있다.’는 결과상의 의미이다.
완료상(完了相, perfect)은 사태가 기준시(reference time)보다 앞서 발생하고, 그 기준시에서의 상황에 관여하는 것을 나타내는 상 범주이다. ‘선행상(先行相, anterior)’이라고도 한다. 완료상 범주는 현재관여성(現在關與性, present relevance), 즉 과거에 발생한 사태가 현재까지 영향을 미치고 있다는 의미를 내포한다.

### 비완망상
비완망상(非完望相, imperfective)은 사태의 내부에서 그 구조를 조망하는 상 범주이다. 사태의 완결에 중점을 둔 용어 체계에서는 비완망상을 ‘불완료상(不完了相)’, ‘미완료상(未完了相)’, ‘비완료상(非完了相)’, ‘미완결상(未完結相)’, ‘비완결상(非完結相)’이라고 부르기도 한다.
비완망상을 간단하게 분류하면 아래 그림과 같다.

| 비완망상 | 습관상                                                              |
|          | 습관상                                                              |
|          | \| 연속상 \| 비진행상 \| \| \| 비진행상 \| \| \| 진행상 \| \| \| \| |
|          |                                                                     |
| 연속상   | 비진행상                                                            |
|          | 비진행상                                                            |
|          | 진행상                                                              |
|          |                                                                     |

| 연속상 | 비진행상 |
|        | 비진행상 |
|        | 진행상   |
|        |          |

| 비완망상 | 습관상                                                              |
|          | 습관상                                                              |
|          | \| 연속상 \| 비진행상 \| \| \| 비진행상 \| \| \| 진행상 \| \| \| \| |
|          |                                                                     |
| 연속상   | 비진행상                                                            |
|          | 비진행상                                                            |
|          | 진행상                                                              |
|          |                                                                     |

| 연속상 | 비진행상 |
|        | 비진행상 |
|        | 진행상   |
|        |          |

습관상(習慣相, habitual)은 사태의 반복이나 연속적인 발생을 기술하기 때문에 본질적으로 반복성(反復性, iterativity)의 의미를 띠지만, 반복상(反復相, iterative)과는 다르다. 우선 ‘습관’이라고 이야기하기 힘들 만큼 제한된 횟수의 단순한 반복은 습관상이 아니라 반복상이다. 가령 ‘철수는 일어서서 기침을 다섯 번 했다.’는 반복상의 의미이다. 그런데 사태가 반복성을 띠지 않더라도 습관상을 나타내는 표지가 사용되기도 한다. 가령 ‘Temple of Diana used to stand at Ephesus.→아르테미스 신전은 에페소스에 있었다.’라는 영어 문장은 습관상의 표지 ‘used to’를 사용하였지만, 일반적으로 그 문장 자체는 아르테미스 신전이 도중에 끊어짐이 없는 단일한 기간 동안 에페소스에 있었다고 해석된다. 그렇지만 얼마나 자주, 규칙적으로 사태가 반복되어야 습관상으로 해석할 수 있는지는 명확하게 정하기 힘들다. 습관상의 의미를 내포하면서, 사태가 매우 빈번하게 발생함을 강조하는 상 범주를 빈번상(頻繁相, frequentative)이라고 한다.
연속상(連續相, continuous)은 사태의 지속을 나타내는 상 범주이다. 연속상은 진행상(進行相, progressive)과 비진행상(非進行相, nonprogressive)으로 나뉜다. 진행상은 상태성이 없는 사태의 지속을 나타내며, 비진행상은 연속상 중 그 나머지이다.

### 완료상과 예정상
완망상과 비완망상의 대립과 별도로, 완료상과 예정상의 대립을 설정하기도 한다. 완료상이 과거 시점의 사태의 그 이후 시점의 상태와의 관계를 나타내는 상이라면, 예정상(豫定相, prospective)은 완료상과 반대로 어느 시점의 상태의 아직 일어나지 않은 사태와의 관계를 나타낸다. 일반적으로 현재 시점에서 예정되어 있는 사태를 기술할 때 사용된다. 언어에 따라 완료상과 예정상이 명확히 대칭되지 않는 것도 있다.
영어에서 예정상은 ‘be going to’, ‘be about to’, ‘be on the point of’ 등의 구성으로 표현된다. 한국어에서는 보조용언 구성 ‘-려 하다’가 예정상을 나타낸다고 할 수 있다.

## 다른 문법 범주와의 관계

### 시제
문법상은 시제와 더불어 시간과 관련된 문법 범주이다. 그러나 문법상이 사태 내적인 시간을 다루는 반면, 시제는 사태 외적인 시간을 다룬다는 차이가 있다. 즉, 문법상은 시제와 달리 사태의 시간적 구조에 대한 화자의 인식과 관련되어 있다. 문법상이 발달한 언어는 시제가 덜 발달하였고, 반대로 시제가 발달한 언어는 문법상이 덜 발달한 편이다. 문법상과 시제 모두 존재하지 않는 언어도 있다.
과거 시제와 완망상은 몇 가지 차이점이 있다. 우선 과거 시제는 미완료상 표지와 함께 쓰이거나, 상 표지 없이 단독으로 쓰일 수 있으나, 완망상은 미완료상 표지와 동시에 사용될 수 없다. 과거 시제는 반드시 형태가 있어야 하나, 완망상은 영형태 표지가 존재할 수 있다. 상태 동사와 어울려 쓰였을 경우, 완망상은 현재 시제를 나타낼 수 있으나, 과거 시제는 그렇지 않다. 마지막으로 완망상은 종종 미래의 의미를 나타낼 수 있지만, 과거 시제는 조건문을 제외한 경우 그렇지 못하다.

### 어휘상
문법상과 어휘상은 독립적이지만, 서로 해석에 밀접하게 의존하는 문법 범주이다. 동사의 어휘상 또는 상황유형에 따라, 동일한 형태의 문법상 표지라도 다른 문법상 의미로 읽힌다.
가령 ‘걷다’는 행위 동사(activity)로, ‘-고 있다’와 결합하면 진행상의 의미로 읽힌다. 반면 ‘쥐다’는 시폭이 매우 짧아 드러나지 않는 순간 동사(semelfactive)로, ‘-고 있다’와 결합하면 완료상 또는 결과상의 의미로 읽힌다. 이때 ‘천천히’처럼 부사어를 사용하여 사태의 시폭을 늘리면 진행상의 의미로 읽힐 수도 있다. 또한 ‘깜빡이다’는 순간 동사이면서 사태의 결과가 남지 않는 동사로, 동작을 여러 차례 연이어 반복하면 행위의 지속이나 다름없어지므로 진행상의 ‘-고 있다’와 결합할 수 있다.

## 문법화
완망상 범주의 범언어적인 문법화 경로는 아래와 같다.
| 결과상 | → | 결과로부터의 추론 | 결과로부터의 추론 | →      | 간접 증거 | 간접 증거 |
|        | ↘ |                   |                   |        |           |           |
| 완성상 | → | 선행상            | →                 | 완망상 | →         | 단순 과거 |
|        | ↘ | 파생적 완망상     | 파생적 완망상     |        |           |           |

비완망상 범주의 범언어적인 문법화 경로는 아래와 같다.
| 반복상 | →      | 계속상(continuative) | →        | 진행상 | →      | 연속상 | ↘ |          |   |           |
|        |        |                      |          |        |        |        |   | 비완망상 | → | 현재 시제 |
| 반복상 | 반복상 | → 빈번상             | → 빈번상 | →      | 습관상 | 습관상 | ↗ |          |   |           |

## 언어별 문법상

### 한국어
한국어에서 가장 두드러지게 관찰되는 문법상은 진행상과 완료상이 있다. 진행상은 ‘-고 있다’, ‘-아/어 오다’, ‘-아/어 가다’와 같은 보조용언 구성으로 표현된다. 부사형 어미 ‘-(으)며’, 의존명사가 포함된 구성 ‘-는 중이다’로 표현되기도 한다.
완료상은 선어말어미 ‘-았/었-’, 보조용언 구성 ‘-어 있다’, ‘-고 있다’ 등으로 표현된다. 완료상 범주는 결과상 범주와 연관되어 있다. ‘-어 있다’는 결과 지속의 의미를 강조하는 결과상을 표현한다. 착용동사와 ‘-고 있다’가 어울려 쓰이면 진행상과 결과상 모두로 해석된다.
현대 한국어에서 ‘-느-’와 ‘-더-’는 관형사형에서 각각 현재 시제 미완망상과 과거 시제 미완망상의 의미를 나타내는 형태론적 및 의미론적 계열 관계를 보인다. 그렇지만 종결형에서 이 계열 관계는 보이지 않는다. 그러나 중세 한국어에서는 ‘-느-’와 ‘-더-’가 관형사형뿐 아니라 종결형에서도 계열 관계를 보였다. 이는 중세 한국어에 없던 과거 시제 선어말어미인 ‘-았/었-’이 근대 한국어 시기에 생기면서, ‘-느-’와 ‘-더-’의 현재/과거 시제 기능 부담량(機能負擔量, functional load)이 줄어들었기 때문이다. 현대 한국어에 와서 ‘-느-’의 의미는 무표적으로 변하였고, ‘-더-’의 의미는 인식 양태로 변하였다.

### 슬라브어
러시아어 등 슬라브어는 문법상이 상당히 발달하여 있다. 일반적으로 슬라브어에서는 완망상을 나타내는 단어와 비완망상을 나타내는 단어의 대립이 확실하다. 가령 러시아어에서 동사의 대립은 아래와 같다.
| 완망상   | 비완망상        | 뜻       |
| -------- | --------------- | -------- |
| пойти    | ходи́ть / идти́   | 걷다     |
| побежать | бе́гать / бежа́ть | 달리다   |
| полететь | лета́ть / лете́ть | 날다     |
| поплыть  | пла́вать / плыть | 수영하다 |

### 영어
영어는 슬라브어만큼 문법상이 발달하지 않아서, 진행상과 완료상이 대표적인 문법상 범주이다. 진행상은 ‘be동사+현재분사’ 구성으로 표현된다. 일반적으로 ‘have+과거분사’ 구성은 완료상의 의미인데, 비슷한 ‘be동사+과거분사’ 구성은 결과상의 의미로 해석된다.

## 같이 보기
- 어휘상
- 활용
- 시제
- 서법

## 참고 문헌
- Bernard Comrie (1976). 《Aspect: An introduction to the study of verbal aspect and related problems》. Cambridge: Cambridge University Press. ISBN 0521211093.
- Joan Bybee 외 (1994). 《The Evolution of Grammar》. Chicago: The University of Chicago Press. ISBN 0226086631.
- Kate Kearns (2011). 《Semantics》 제2판. Hampshire: Palgrave Macmillan. ISBN 9780230232303.
- 강범모 (2018). 《의미론: 국어, 세계, 마음》. 서울: 한국문화사. ISBN 9788968176012.
- 구본관 외 (2015). 《한국어 문법 총론 I –개관, 음운, 형태, 통사-》. 경기: 집문당. ISBN 9788930316736.
- 이영헌(역자); Kate Kearns(원저자) (2003). 《의미론의 신경향》. 서울: 한국문화사. ISBN 9788977357693.